# Fortschwihr
Fortschwihr település Franciaországban, Haut-Rhin megyében. Lakosainak száma 1177 fő (2022. január 1.). Fortschwihr Muntzenheim, Urschenheim, Widensolen, Andolsheim és Bischwihr községekkel határos.

## Népesség
A település népességének változása:
| Lakosok száma | 1154 | 1141 | 1187 | 1157 | 1165 | 1168 | 1162 | 1155 | 1177 |
|               | 2013 | 2015 | 2016 | 2017 | 2018 | 2019 | 2020 | 2021 | 2022 |